# Appenzell (kanton)
Appenzell (tyskt uttal: [ˈapn̩ˌt͡sɛl]
 ( lyssna)) är en (historisk) kanton i nordöstra Schweiz. Appenzell är indelat i två halvkantoner: Appenzell Ausserrhoden och Appenzell Innerrhoden.
Appenzell lydde ursprungligen under Abbotsdömet Sankt Gallen, men frigjorde sig och bildade Volksbund Appendzell 1411. Det blev en zugewandter Ort, det vill säga bundsförvant med det schweiziska edsförbundet, 1452 och en fullvärdig medlem i Edsförbundet 1513. Efter religiösa stridigheter i samband med reformationen delades Appenzell år 1597 i två delar, den protestantiska Ausserrhoden och den katolska Innerrhoden.